# Villa Blanc
Villa Blanc è un edificio storico di pregio di Roma realizzato in stile eclettico negli ultimi anni del 1800 come residenza del barone Alberto Blanc, il quale morirà alcuni anni dopo il completamento dell'opera. Situato in un parco di interesse ambientale ed architettonico di 39.000 m², sorge di fronte alle ambasciate in Italia della Libia e dell'Iran. Il sito, che nel suo complesso si compone dell'edificio di Villa Blanc, del parco circostante, di sei edifici minori e delle serre, dal 1922 è soggetto a vincoli di tutela architettonica e dei beni culturali.
Dal 2017 viene utilizzata come parte del campus universitario della LUISS Business School, la scuola di formazione manageriale della Luiss Guido Carli (LUISS).

## Storia

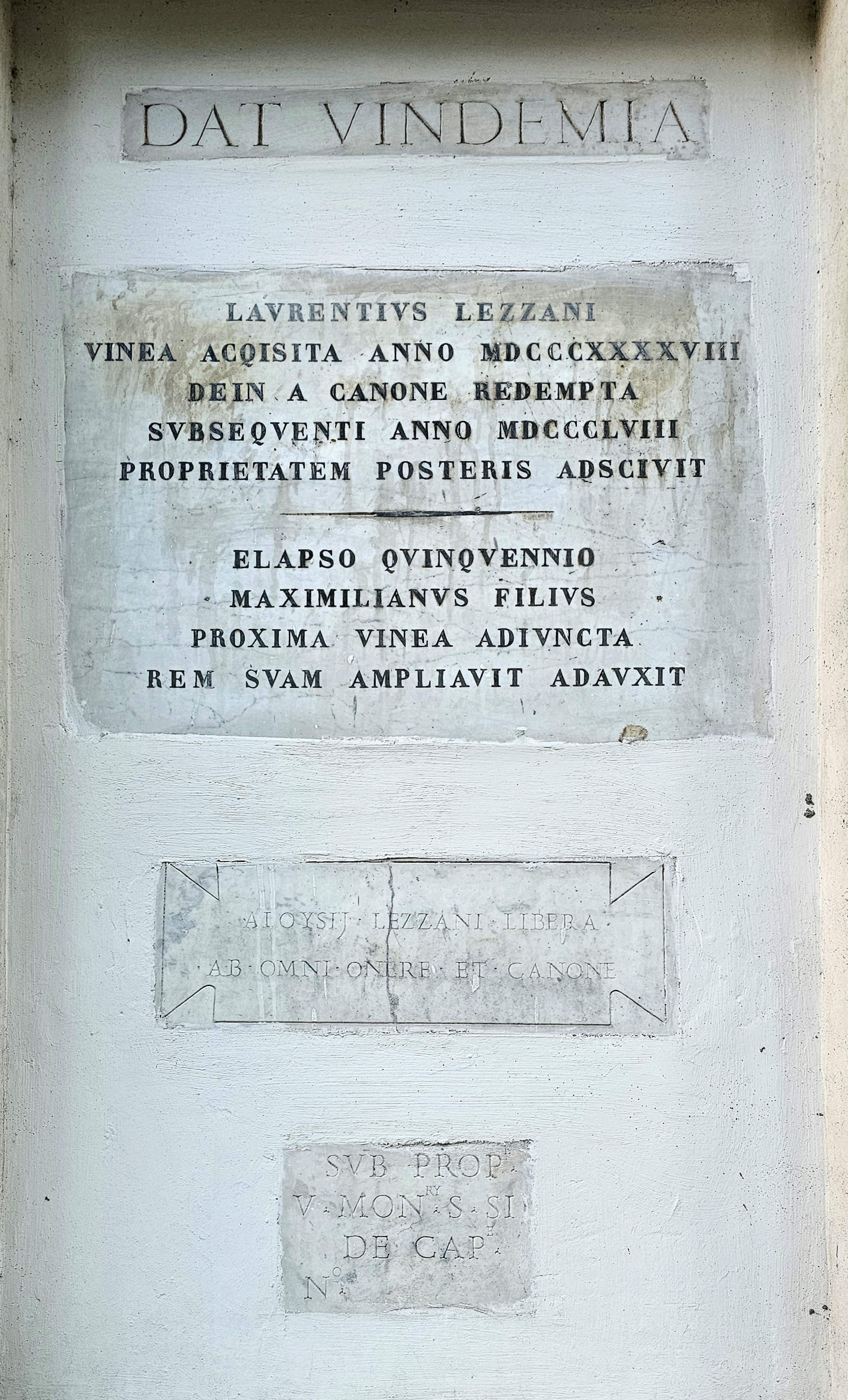
Cronistoria di Villa Blanc sulle targhe storiche

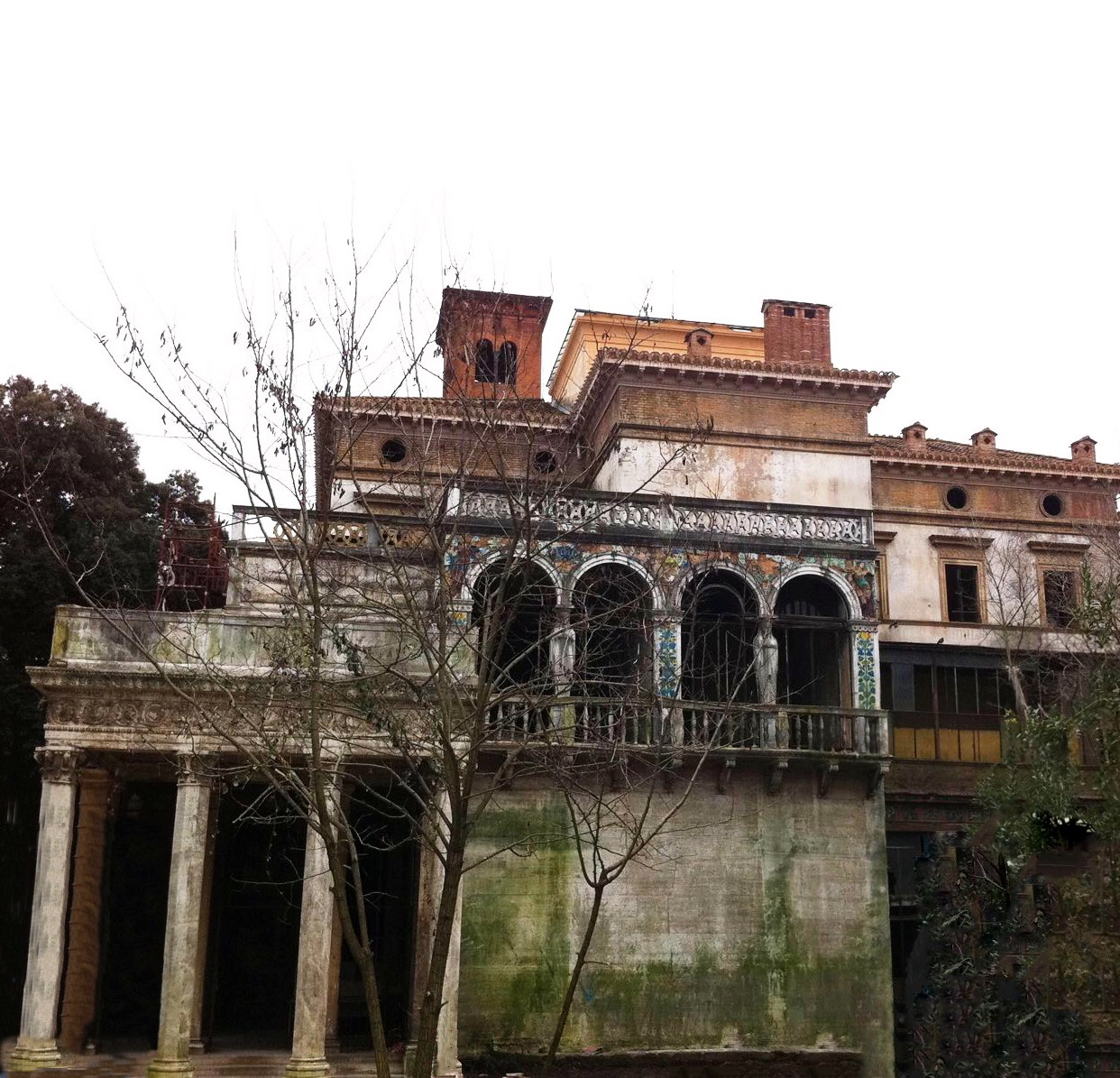
Villa Blanc ancora in stato di abbandono, nel 2010

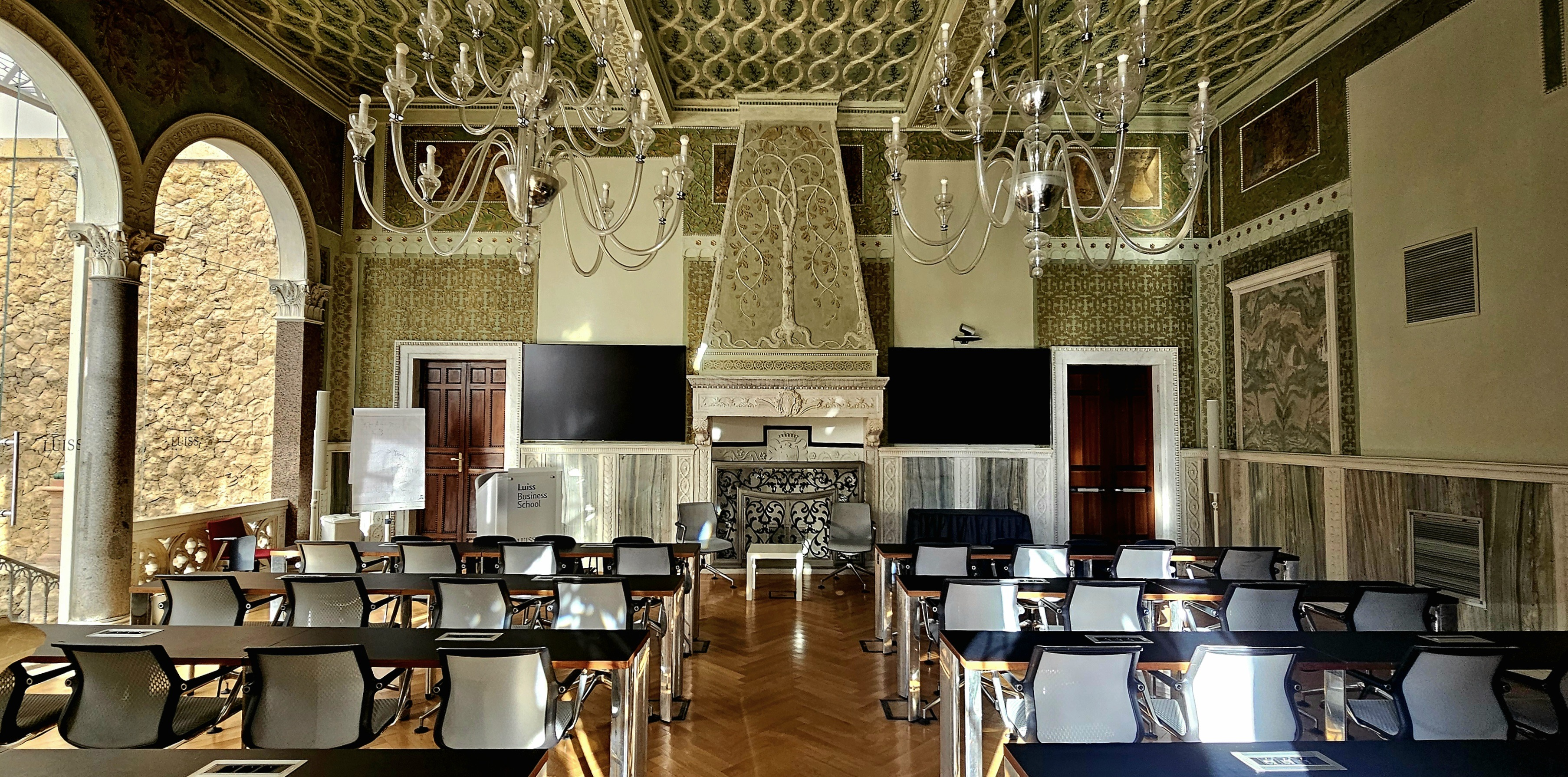
Aula didattica Luiss Business School a Villa Blanc

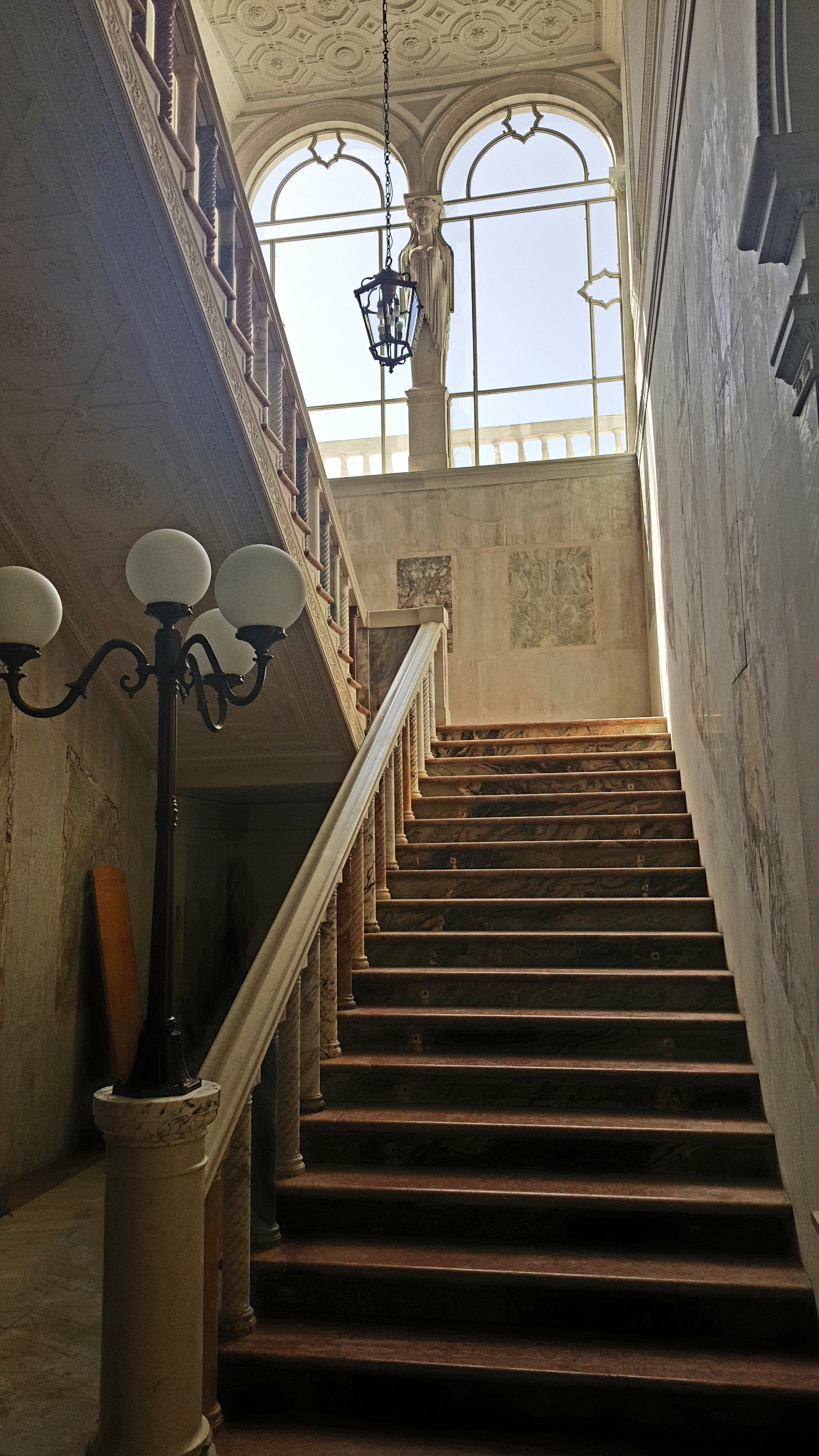
Scala di Villa Blanc, appena restaurata, nel 2016

Villa Blanc è il risultato di una ristrutturazione del 1896 di un preesistente edificio che sorgeva sulla vigna acquistata nel 1848 dal marchese Lorenzo Lezzani, costruttore di strade per lo Stato Pontificio, che fece edificare su quel terreno un "casino per delizie" di 10 vani poi ampliato dal fratello Massimiliano. L'intera proprietà fu poi venduta per 75.000 lire nel 1893 al barone Alberto Blanc, senatore del Regno d'Italia, dal 1893 al 1896 ministro degli esteri di due Governi Crispi e deceduto nel 1904.
Alla morte del barone Blanc la proprietà della villa e del parco passano prima alla moglie Natalia e poi, nel 1927, ai quattro figli Gian Alberto, Margherita, Mario e Giulio.
Nel 1922 l'immobile diventa oggetto del "vincolo di importante interesse artistico" posto dall'allora competente Ministero della pubblica istruzione. Nel 1950 la villa ed il parco circostante vengono acquistati al prezzo di 180 milioni di lire dalla Società Generale Immobiliare che nel 1954 ottiene la rimozione del vincolo posto nel 1922, ma mantiene il vincolo paesaggistico apposto nel 1953.
La Generale Immobiliare (che nel 1968 viene acquisita da Michele Sindona), nel 1972 vende per 15,5 milioni di marchi tedeschi la villa e il parco all'ambasciata della Repubblica Federale Tedesca con la condizione risolutiva della previa rimozione dei vincoli urbanistici, ma nel 1974 il Comune di Roma aggiunge un vincolo di destinazione a zona di verde pubblico. La vendita all'ambasciata non si realizza e la società fallirà nel 1987. Nel 1976 il Ministero della pubblica istruzione appone il vincolo della Legge n. 1089 del 1939 che tutela tutti gli edifici costruiti da almeno 50 anni. La Generale Immobiliare, proprietaria dell'immobile, entra in amministrazione controllata nel 1985, fallisce nel 1987 e la gestione del patrimonio passa in mano al commissario liquidatore.

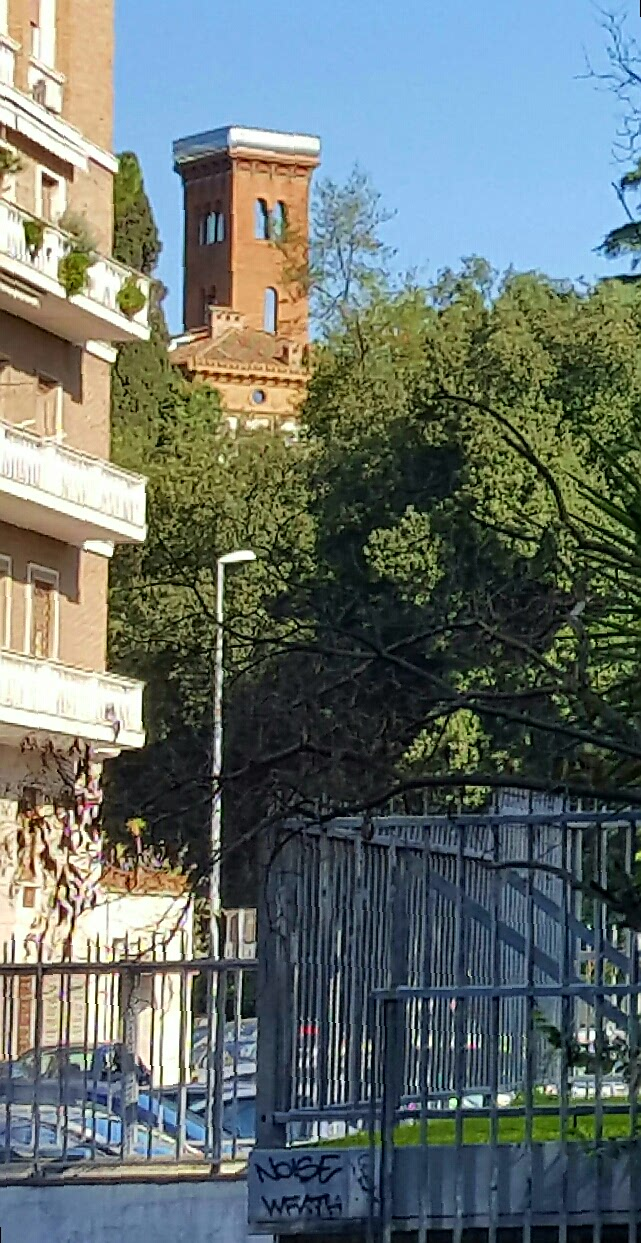
Torre di Villa Blanc, ristrutturata 2016, vista da Piazza Winckelmann.

Nel 1992 la gestione liquidatoria stipula un contratto di vendita del parco con la villa, per 23 miliardi di lire alla società Lases ed il Ministero per i beni culturali decide di esercitare il diritto di prelazione al fine di collocarvi il Circolo ufficiali della Difesa, fino ad allora ospitato in Palazzo Barberini, ma la vendita per 28 miliardi di lire viene bloccata da un procedimento giudiziario. Un'indagine con l'accusa di peculato nei confronti (tra gli altri) del ministro dei beni culturali Alberto Ronchey e del suo direttore generale Francesco Sisinni porta all'arresto di quest'ultimo. Il 3 novembre 1994 il Tribunale dei ministri scagiona il ministro Ronchey e il direttore Sisinni.
Nel 1997 l'Università LUISS acquista per 6,3 miliardi di lire, in un'asta pubblica, la villa ed il parco circostante; un comunicato dell'ufficio stampa capitolino riporta la "considerazione positiva" della vendita alla LUISS e dell'indisponibilità di Comune e Ministero a trovare le "risorse necessarie alle acquisizioni", purché sia garantita la "pubblica fruibilità" del parco. 
Successivamente, il commissario straordinario del Comune di Roma Enzo Mosino approvò nel 2001 un accordo di programma che prevedeva, tra le altre cose, il passaggio di destinazione d’uso dell'Area da "Verde pubblico"  a "Insediamenti universitari".. Tuttavia il Piano Regolatore generale del 2003 (approvato definitivamente nel 2008) confermò la destinazione dell'Area a "Verde pubblico e servizi pubblici locali".
Dopo averne gestito gli interventi straordinari e conservativi dal 1997, la LUISS avvia nel 2011 la ristrutturazione della villa e del parco, per un valore di 25 milioni di euro la cui conclusione, inizialmente prevista alla fine del 2016, avviene a inizio 2017.

## La villa

### Ristrutturazione del 1896 e decorazione primi '900

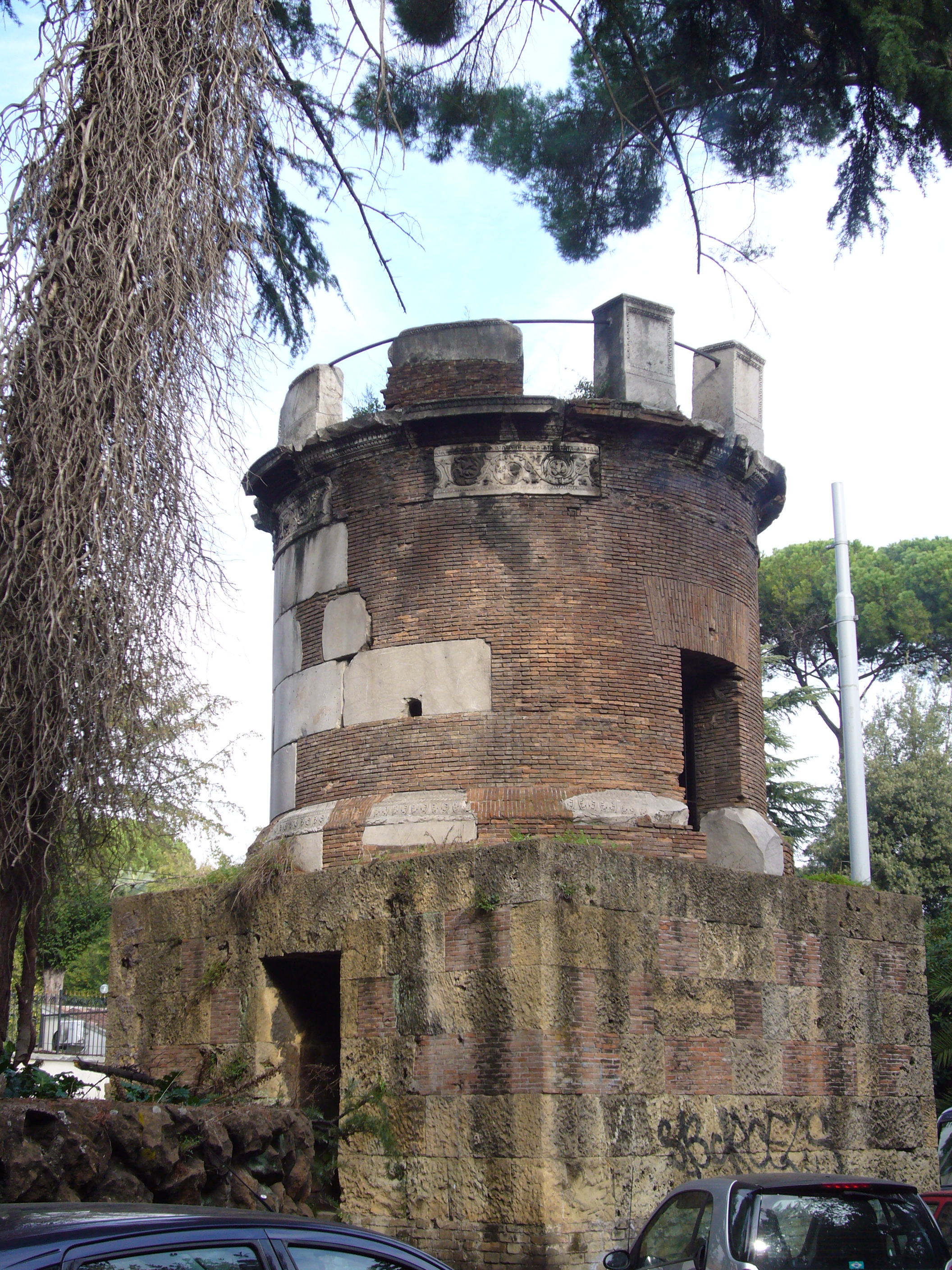
Il mausoleo cilindrico all'esterno del parco di Villa Blanc era una delle due costruzioni cilindriche che formavano il mausoleo di Tor di Quinto.

La ristrutturazione del 1896 fu la radicale trasformazione che rese Villa Blanc l'edificio di pregio artistico e architettonico che fu oggetto dei vincoli successivamente apposti. Il progetto strutturale dell'ingegnere piemontese Francesco Mora si realizzò con il progetto architettonico dell'architetto Giacomo Boni che sperimentò tecniche nuove di lavorazione dei materiali tradizionali quali il ferro, la ghisa, il legno, la ceramica, il marmo ed il granito, il cuoio.
La ristrutturazione si concluse nel 1897 realizzando l'attuale villino di circa 2.700 m². Non vi sono evidenze dell'intervento di Boni sul disegno e sulla realizzazione del parco che presenta numerose varietà vegetali.
La villa presenta una struttura più o meno cruciforme, ma irregolare, con volumetria irregolare complessa, sormontata da un campanile di impronta romanica con una ringhiera di ferro battuto ricca di dettagli.
Il loggiato, con le cariatidi che richiamano l'Eretteo, decorato con metope di ceramica policroma con elementi di carattere naturalistico, è considerato da Paolo Portoghesi uno dei capolavori creativi del Boni che caratterizzano la villa. La sala da ballo è retta lateralmente da una serie di colonne in ghisa che racchiudono delle vetrate ed ha una volta a cupolette ottagonali dipinte e decorate.
All'interno del loggiato vi è la scala con la balaustra, formata da 41 colonnine lisce e tortili alternate, simbolo dell'armonia nella diversità. Riconoscibile dalle vecchie fotografie (presenti nei testi di cui alle note) che ritraevano l'ambiente, negli anni di abbandono della villa tutte le colonnine originali sono state trafugate.
La sala da pranzo ha il soffitto a cassettone, le pareti percorse da un rameggio di stucchi ed è ornata da un camino in marmo tardo quattrocentesco, proveniente dal mercato antiquario.
Il giardino d'inverno, con voltine metalliche, viene considerato il più grande d'Europa e per il suo allestimento vengono fatti giungere dalla città olandese di Haarlem 10.000 bulbi di tulipano, oltre a lillà e rose-azalee.
La villa ha al suo interno una scala a chiocciola in ghisa, rivestita in legno, che collega i suoi diversi piani. Una caldaia a vapore fabbricata a Torino nel 1898 rappresentava il sistema di propulsione dell'ascensore-montacarichi della villa.
Villa Blanc è stata decorata da Alessandro Morani che per Giacomo Boni fa un uso innovativo di materiali e tecniche tradizionali quali il vetro colorato, la ceramica e il mosaico. Morani viene assistito dal pittore e decoratore Adolfo De Carolis che realizza, presso le fabbriche toscane Ginori, le terrecotte invetriate con motivi floreali.
Alle decorazioni si sono applicati anche i pittori Giuseppe Cellini, e Guido Calori.
Tra il 1924 e il 1928 furono realizzate le altre costruzioni presenti nel parco di Villa Blanc, quali la casa del custode, la capanna ad uso svizzero e le serre, unitamente alla risistemazione del parco.

### Le riduzioni di superficie del parco
Davanti all'ingresso del parco di Villa Blanc è presente un reperto archeologico: un mausoleo circolare simile al Mausoleo di Cecilia Metella, rinvenuto nel 1875 dall'archeologo Giacomo Boni sulla Via Flaminia di Roma, negli scavi archeologici di Tor di Quinto. Appartenente ad unico mausoleo costituito da una comune base rettangolare in muratura, sormontata da due tamburi, denominato mausoleo di Tor di Quinto, il manufatto cilindrico gemello è rimasto dove rinvenuto, nell'area in cui sorge il distaccamento dei Carabinieri a cavallo. Nel 1896 uno dei due reperti cilindrici è stato acquistato dal barone Blanc e nel 1897 è stato collocato all'interno del parco della villa, ricostruendo ex novo la base in muratura. I successivi lavori di sistemazione urbana degli anni cinquanta fecero arretrare il perimetro del parco di trenta metri, lasciando il mausoleo all'esterno, sulla Via Nomentana, ove è oggi visibile.
Negli anni sessanta il parco di 47.000 m² si riduce di circa un terzo, giungendo alla sua attuale superficie di 39.000 m², poiché sulla sua estremità est fino a Via Rodolfo Lanciani - che per un tratto sorge sull'estremità dell'originario parco - vengono costruiti gli edifici scolastici della Scuola media statale Aurelio Saffi (oggi "Istituto comprensivo statale Giovanni Winckelmann" che ospita la Scuola media statale Rodolfo Lanciani e la Scuola elementare statale "Brasile"), una centrale telefonica di zona della SIP, piazza Giovanni Winckelmann e gli edifici circostanti, fino a Largo Rodolfo Lanciani.

### Conservazione e ristrutturazione 1997-2016
Non appena acquistata la villa dalla LUISS, nel 1997 la Soprintendenza per i beni archeologici, architettonici e culturali le impone di realizzare diverse opere di estrema urgenza per proteggere la villa dalle intemperie e di salvaguardarla temporaneamente in attesa degli interventi di restauro e risanamento definitivi, e opere di bonifica del parco con l'estirpazione della vegetazione infestante e dannosa.
L'intervento di ristrutturazione della LUISS, progettato dall'architetto Massimo Picciotto (che fu membro della Commissione per Roma Capitale e direttore immobiliare dell'IRI) che ne dirige i lavori, avviene su uno stabile e su un parco abbandonati e degradati da quasi cento anni, dopo furti, crolli, atti di vandalismo e la sua trasformazione in rifugio per vagabondi.
Nella sua "lectio magistralis" del 2013 l'architetto Paolo Portoghesi ritiene che l'intervento della LUISS sia risolutivo per la conservazione della villa, altrimenti destinata al continuo degrado, purché non venga stravolta l'opera del Boni e sia assicurata la fruizione pubblica del Parco ("la cui difesa è compito di tutti i romani").
Villa Blanc è in restauro durante gli anni 2014-2016, secondo le prescrizioni delle Soprintendenze recuperando gli spazi, le forme e le decorazioni interne ed esterne della villa. 
Gli interventi di recupero e restauro hanno riguardato anche la scala con le cariatidi e la balaustra con le 41 colonnine lisce e tortili alternate, simbolo dell'armonia nella diversità, che furono trafugate durante gli anni di abbandono della villa.
Il 18 giugno 2018 si è tenuta la presentazione ufficiale della ristrutturazione della villa da parte dell’Università LUISS “Guido Carli”.

### Parco pubblico
Il 28 maggio 2018 è stato aperto al pubblico il parco di Villa Blanc, novemila metri quadri allestiti a parco, area giochi per bambini e area cani. Il parco pubblico è attrezzato, manutenuto e sorvegliato dalla Luiss Business School.